# Лобеду
Лобеду або балобеду ( також відомі як балозві або басоболо) — південноафриканська етнічна група, яка розмовляє діалектом північного сото.

## Назва
Їхня територія називається Болобеду. Спочатку вони були відомі як Баквебо (дикі свині). Назва «балобеду» означає «добувачі корисних копалин», lobela або go loba, — добувати. Їхні предки були частиною великої ранньої цивілізації Мапунгубве. Вони мають своє власне Королівство Балобеду, в межах провінції Лімпопо в Південній Африці з жінкою-правителем, королевою дощу Моджаджі.
За оцінками, у Південній Африці налічується близько 1 мільйона лобеду. Їхня популяція знаходиться в місцевому муніципалітеті Велика Летаба (171 011 або 80,4 % за переписом 2011 року), місцевому муніципалітеті Великий Тзанін (200 000 або 46 % за переписом 2011 року), місцевому муніципалітеті Ба-Пхалаборва (70 000 або 47 % за даними перепису 2011 року), місцевий муніципалітет Великого Гіяні (20 000 або 6,4 % за переписом 2011 року) і менші села в Лімпопо. Деякі з них знаходяться в провінції Гаутенг як трудові мігранти, особливо в селищах Тембіса та Александра.

## Мова
Їхня мова відома як лобеду (або хелобеду, хіловеду або ловеду) і іноді вважається діалектом мови північного сото. Келобеду граматично подібна до інших мов сото-тсвана. Взаємна зрозумілість між цими діалектами чивенда та лобеду настільки висока, що носії цих діалектів венда можуть без труднощів ефективно спілкуватися з носіями лобеду. Людина, що говорить на тшигувху, може так легко зрозуміти мовця на лобеду, або навпаки; лобеду можна було легко віднести до вендського діалекту або самостійної мови. Наприклад, сепеді мають більшу взаємну розбірливість з південним сото та сетсваною, ніж з лобеду.
Більшість носіїв лобеду вчаться говорити сепеді лише в школі; як така, сепеді є лише другою або третьою мовою і є для них чужою, як англійська та африкаанс. Лобеду має писемність. Словник лобеду, Thalusamandzwi Ya Khilovedu, був опублікований у 2018 році Kgothatso Seshayi. Перший роман KhiLovedu, Lekhekhesha, був опублікований у 2018 році Елією Моньєлою. Першу поетичну книгу KhiLovedu, ZWIRETO ZWA KHELOBEDU, опублікував і випустив у 2020 році поет лобеду Макгвекгве Ваа-Мампеуле. Станом на жовтень 2021 року VOCIETY (аналітичний центр) і PANSALB (Пан-Південноафриканська мовна рада) займаються перекладом християнської Біблії.

## Походження

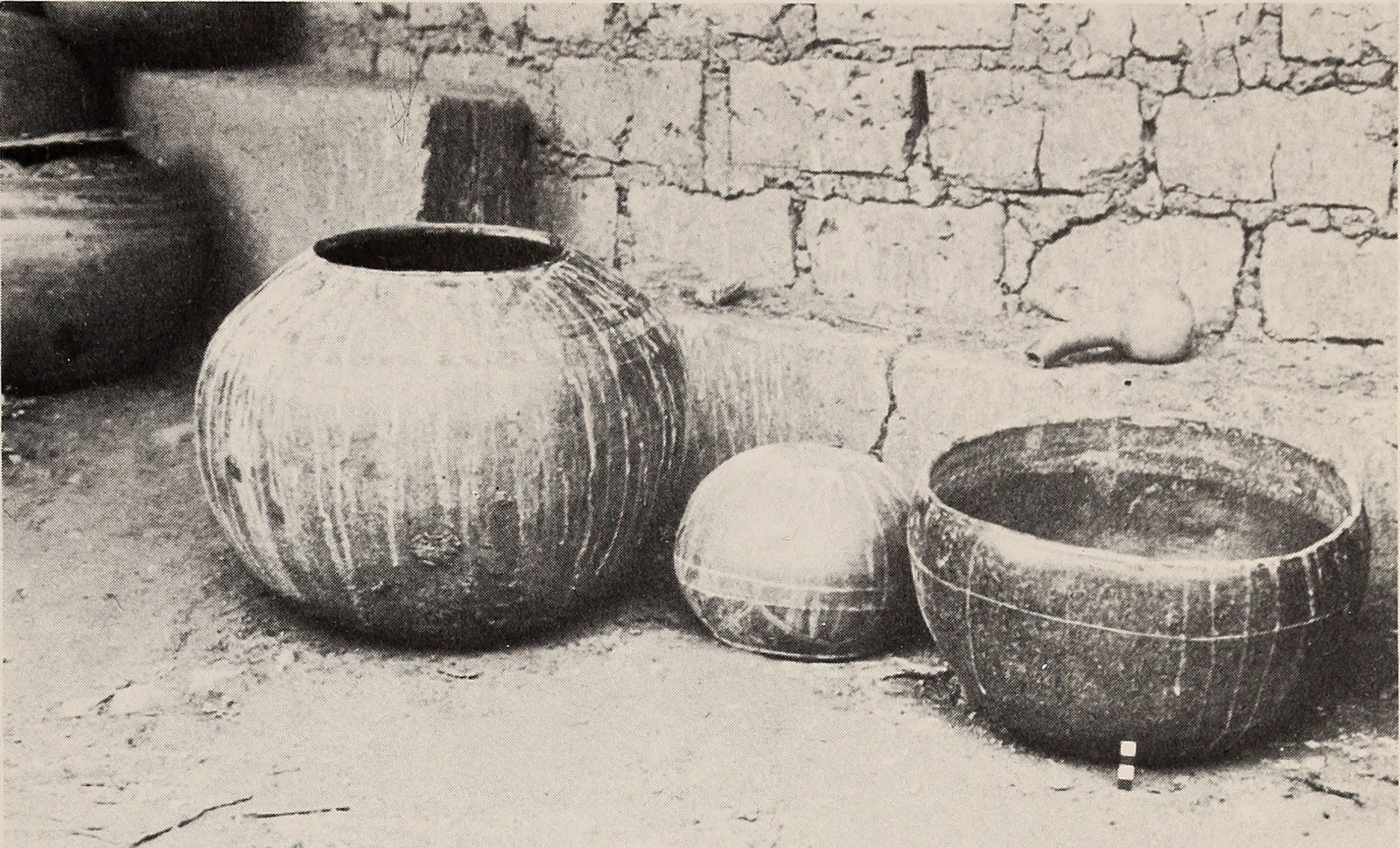
Глиняні посудини в селі лобеду, 1975 рік, на той час їх використовували лише для ритуальних цілей

Лобеду спочатку мігрували на південь із сучасного Зімбабве до свого теперішнього місця розташування в Південній Африці. Центральне племінне село — Хетаконі, в районі Балобеду.

## Традиції
Балобеду виконує традиційні танці, які називаються хехапа для жінок і дінака для чоловіків.
У Балобеду є церемонія ініціації чоловіків під назвою Морото. Церемонія жіночої ініціації називається Діхопа.
Балобеду мають власний спосіб хвалити свого Бога та розмовляти з ним через Дітугулу. Вони сідають біля традиційно оформленого кола у своїх домівках і починають називати імена своїх предків.

## Традиційні правителі

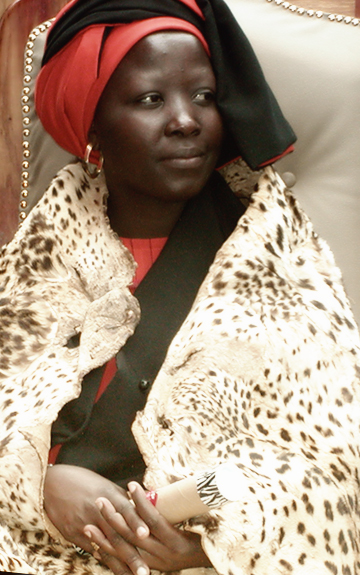
Королева Макобо Модджаджі VI

У Лобеду є жінки-правителі, відомі як «королеви дощу». Вважається, що цариця має силу викликати дощ. Королівство Балобеду складається з кількох невеликих груп, об'єднаних своєю королевою. 12 червня 2005 року королева Макобо Моджаджі померла, не залишивши чіткого наступника, прийнятного для всіх членів Ради королеви. Відтоді брат покійної королеви служив регентом.
Район Балобеду складається з приблизно 150 сіл, і кожне село має правителя чоловіка чи жінки, які представляють Моджаджі, Королеву Дощу.
Королева дощу була історично відома як надзвичайно могутній чарівник, який міг принести дощ своїм друзям і посуху своїм ворогам. Відвідувачі цього регіону завжди приносили їй подарунки та данину, в тому числі худобу та їхніх дочок як дружин (хоча їхня роль більше схожа на те, що в західному світі назвали б фрейлінами), щоб задобрити її, щоб вона викликала дощ до своїх регіонів. Королева дощу поширює свій вплив через своїх дружин, оскільки вони пов'язують її політично з іншими родинами чи селами.
Королева дощу згадується в літературі як основа для роману Г. Райдера Хаггарда «Вона».

### Список правителів Балобєду
1. Королева Маселекване Моджаджі I (1800—1854)
2. Королева Масаланабо Моджаджі II (1854—1894)
3. Королева Хесетоане Моджаджі III (1895—1959)
4. Королева Макома Моджаджі IV (1959—1988)
5. Королева Мокопе Моджаджі V (1981—2001)
6. Королева Макобо Модджаджі VI (2003—2005)
7. Принц-регент Мпапатла Моджаджі (2005—2022)
8. Королева Масаланабо Модджаджі VII (2023–)